# アクタ・ディウルナ
アクタ・ディウルナ（ラテン語: Acta Diurna）とは、かつて古代ローマにあった新聞に似た官報の一種で、新聞の起源や「世界最古の新聞」と言われる。「アクタ（Acta）」は「議事録」を意味し、アクタ・ディウルナは「その日その日の議事録」と言う意である。「アクタ・プブリカ（Acta Publica）」や「アクタ・ポプリ（Acta Populi）」などの別名もあるが、単に「アクタ」や「ディウルナ」と呼ばれた。「ディウルナ」は後に「ジャーナリズム」の語源になったことで知られる。
白塗りの板に文字が刻まれた掲示板のようなものであったとされ、元老院の議事を中心として法廷記事や一般市民の出生・死亡などのニュースを取り混ぜてローマの市民に公示された。
五賢帝時代の歴史家、政治家ガイウス・スエトニウス・トランクィッルスの『十二皇帝伝』によるとガイウス・ユリウス・カエサルが執政官（コンスル）に就任した紀元前59年に、「アクタ・セナトゥス」と共にカエサルの命令によって定期的に発行されたとされる。アクタ・セナトゥスは特に元老院の議事や議決を記載したもので、アウグストゥスの時代に禁止令が出されている。
明らかではないが、アクタ・ディウルナは330年頃には実態を失っていたとされる。